# Vicent Martín i Soler
|  | No s'ha de confondre amb un altre compositor coetani seu, Antoni Soler i Ramos.. |

Vicent Martín i Soler (València, 2 de maig de 1754 - Sant Petersburg, 30 de gener de 1806) va ser un compositor valencià, famós per les seves més de trenta òperes estrenades a Nàpols, Viena i Sant Petersburg, i una vintena de ballets.

## Biografia
Vicent Martín i Soler va néixer al carrer d'Abadia de Sant Martí, el 2 de maig de 1754, de pare valencià i mare catalana. El seu pare, Francesc Xavier Martín era cantant tenor a la catedral de València, va introduir-lo al cor de la catedral quan tenia 6 anys, també el va ensenyar a tocar el clavecí. La mare, Magdalena Soler, nascuda a Barcelona, de família de mestres artesans d'argent a la capital catalana.
Entre els sis i quinze anys cantà al cor de la catedral de València. A partir de 1775 es traslladà a Madrid i hi estrenà la que possiblement és la seva primera òpera, Il tutore burlato, després traduïda al castellà i adaptada en forma de sarsuela amb el títol de La Madrileña. A Madrid obtingué el favor del futur Carles IV i finalment es traslladà a Nàpols, a treballar amb la família reial (també borbònica).
Entre 1777 i 1785 Martín i Soler treballà a Nàpols, anys en què va consolidar la seva formació i va afermar la seva fama com a compositor. El 1779 aconseguí estrenar una òpera, Ifigenia in Aulide al gran teatre San Carlo. Anomenat popularment a Itàlia (Vincenzo) Martini lo Spagnuolo o il Valenziano, els anys següents la seva fama augmentà a tot Itàlia i les seves òperes es començaren a representar a altres ciutats.(Andrómaca, L'amore geloso, In amor ci vuol destrezza i Le burle per amore, entre d'altres).
El 1785 rebé una oferta per instal·lar-se a Viena i s'hi traslladà. A Viena, gran capital de l'òpera italiana en aquells moments, Martín i Soler, que era el favorit de Josep II, amplià el seu cercle musical i feu ràpidament amistat amb el gran llibretista Lorenzo da Ponte, amb qui col·laborà en cinc òperes. El 1786 ja estrenà l'òpera Il burbero di buon cuore i tot seguit Una cosa rara, el seu èxit més espectacular, L'isola del piacere, i L'arbore de Diana. Segons el nombre de representacions a la cort, només superat algun any per Giovanni Paisiello, sembla que era el preferit del públic de Viena, per davant de Salieri i Mozart.
A finals d'estiu de 1788 li va arribar una oferta de la tsarina Caterina II per nomenar-lo compositor de la cort russa, oferta que acceptà. A Sant Petersburg compongué noves òperes, vegades en rus, com Gorè Bogatyr Kossomètovitx («El desgraciat heroi Kossomètovitx») amb libreto de la mateixa tsarina, i representà les seves òperes italianes anteriors. Entre 1793 i 1796 residí a Londres, on estrenà La capricciosa corretta també amb text de Da Ponte, que va tenir èxit, però el fracàs de l'estrena posterior, L'isola del piacere, l'obligà a retornar a Sant Petersburg. Hi compongué diversos ballets, com Didon abandonée (1792), Amour et Psyché (1793, basat en Psyché de Molière, Corneille i Quinault), Tancrède (1799) i Le retour de Poliorcète (1799). Els darrers anys a Rússia es dedicà bàsicament a l'ensenyament i compongué relativament poc. Morí el 30 de gener de 1806 a Sant Petersburg; és enterrat al cementiri de Wassiliewskij Ostrow.

## Òperes
- Il tutore burlato (opera buffa, llibret de Filippo Livigni, 1775, Segòvia). Edició crítica: Matteis, Giuseppe. Vicente Martín y Soler: Il burbero di buon cuore. Dramma giocoso in due atti.  Madrid: Instituto Complutense de Ciencias Musicales, 2007 (Música Hispana. Partituras. A. Música Lírica. Orquesta, 71).
- Ifigenia in Aulide (dramma per musica, llibret de Luigi Serio, 1779, Nàpols)
- Ipermestra (dramma per musica, llibret de Pietro Metastasio, 1780, Nàpols)
- Andromaca (dramma per musica, llibret d'Apostolo Zeno, 1780, Lucca)
- Partenope (componimento drammatico, llibret de Pietro Metastasio, 1782, Nàpols)
- L'amor geloso (azione teatrale comica, 1782, Nàpols)
- In amor ci vuol destrezza (opera buffa, llibret de Carlo Giuseppe Lanfranchi-Rossi, 1782, Venècia)
- Il Vologeso (dramma per musica, llibret de Apostolo Zeno, revisat per Vittorio Amedeo Cigna-Santi, 1783, Torí)
- Le burle per amore (dramma giocoso, llibret de Marcello Bernardini, 1784, Venècia)
- La vedova spiritosa (dramma giocoso, 1785, Parma)
- Il burbero di buon cuore (dramma giocoso, llibret de Lorenzo Da Ponte sobre un de Carlo Goldoni, 1786, Viena). Edició crítica: Waisman, Leonardo. Vicente Martín y Soler: Il burbero di buon cuore. Dramma giocoso in due atti.  Madrid: Instituto Complutense de Ciencias Musicales, 2003 (Música Hispana. Partituras. A. Música Lírica. Orquesta, 42). ISBN 84-8048-399-7.
- Una cosa rara ossia Bellezza ed onestà (dramma giocoso, llibret de Lorenzo Da Ponte, 1786, Viena). Edició crítica: Kriajeva, Irina. Vicente Martín y Soler: Una cosa rara. Drama jocoso en dos actos.  Madrid: Instituto Complutense de Ciencias Musicales, 2002 (Música Hispana. Partituras. A. Música Lírica. Orquesta, 35). ISBN 84-8048-378-4.
- L'arbore di Diana (dramma giocoso, llibret de Lorenzo Da Ponte, 1787, Viena). Edició crítica: Waisman, Leonardo. Vicente Martín y Soler: L'arbore di Diana. Dramma giocoso in due atti.  Madrid: Instituto Complutense de Ciencias Musicales, 2001 (Música Hispana. Partituras. A. Música Lírica. Orquesta, 36). ISBN 84-8048-379-2.
- Gorebogatïr' Kosometovich (dramma con musica, 1789, Sant Petersburg)
- Pesnolyubiye (dramma con musica, 1790, Sant Petersburg)
- Fedul' s det'mi (dramma con musica, 1791, Sant Petersburg)
- La scuola dei maritati (La capricciosa corretta; Gli sposi in contrasto; La moglie corretta) (opera comica, llibret de Lorenzo Da Ponte, 1795, Londres). Edició crítica: Rousset, Christophe. Vicente Martín y Soler: La capricciosa corretta o sia La scuola dei maritati. Opera buffa in due atti.  Madrid: Instituto Complutense de Ciencias Musicales, 2003 (Música Hispana. Partituras. A. Música Lírica. Orquesta, 40). ISBN 84-8048-392-X.
- L'isola del piacere (L'isola piacevole) (opera comica, llibret de Lorenzo Da Ponte, basat en L'isola della fortuna di Giovanni Bertati, 1795, Londres). Edició crítica: Rousset, Christophe. Vicente Martín y Soler: L' isola del piacere. Dramma giocoso in due atti.  Madrid: Instituto Complutense de Ciencias Musicales, 2006 (Música Hispana. Partituras. A. Música Lírica. Orquesta, 60). ISBN 84-8048-580-9.
- Le nozze de' contadini spagnuoli (intermezzo, 1795, Londres)
- Camille ou Le souterrain (comédie mêlée de musique, llibret de Benoît-Joseph Marsollier des Vivetières, 1796, Sant Petersburg)
- La festa in villaggio (opera comica, llibret de Ferdinando Moretti, 1798, Sant Petersburg). Edició crítica: Waisman, Leonardo. Vicente Martín y Soler: La festa del villaggio. Opera comica in due atti.  Madrid: Instituto Complutense de Ciencias Musicales, 2006 (Música Hispana. Partituras. A. Música Lírica. Orquesta, 55). ISBN 84-8048-574-4.

## Cantates
La Dora festeggiante (Torí, 1783), amb poesia de Cesare Olivieri, i Il Sogno (Viena, 1787/1789), amb poesia de Martín i Soler amb Da Ponte, són les dues úniques cantates que es conserven de Martín i Soler.. Ambdues, juntament amb Il re Gerone (Nàpols, 1779), amb llibret de Luigi Serio, i La deità benefica (Sant Petersburg, 1790), amb text de Ferdinando Moretti, constitueixen el corpus principal de cantates profanes del compositor valencià.

## Discografia seleccionada
- "Cantates escèniques (Juan Bautista Otero-RCOC-BARCELONA) Il Sogno (Viena 1789) Llibret de Lorenzo Da Ponte. La Dora Festeggiante (Torí 1783) Llibre de Cesare Oliveri. Juan Bautista Otero, Sunhae Im (soprano), Magnus Staveland (Tenor) Rafaella Milanesi (Soprano) Reial Companyia Òpera de Cambra de Barcelona. RCOC-RECORDS-BARCELONA (2010)

- "Ifigenia in Aulide" (Nàpols, teatro San Carlo 1779) (Juan Bautista Otero-RCOC-BARCELONA). Llibret de Luigi Serio.Juan Bautista Otero, Director. Olga Pitarch, (soprano) Reial Companyia Òpera de Cambra de Barcelona. RCOC-RECORDS-BARCELONA (2010)

- La Cappriciosa Coretta: Christophe Rousset - Les Talens Lyriques - Josep Miquel Ramon, Marguerite Krull, Yves Saelens et al.. Naïve Astrée (2004).
- Una cosa rara: Jordi Savall - Le Concert des Nations - Montserrat Figueras, M. A. Peters, Iñaki Fresán et al.. Astrée Auvidis (1991).